# Kalmar län
Kalmar län är ett av Sveriges län, omfattande områden i östra Småland och hela Öland. Residensstad är Kalmar. Kalmar läns valkrets utgör en valkrets vid riksdagsval i Sverige. Länet gränsar i söder till Blekinge län, i väster till Kronobergs län och Jönköpings län samt i norr Östergötlands län.

## Historia
Se även Kalmar slottslän
Genom 1634 års regeringsform §24 bildades Sveriges indelning i län och Kalmar län blev då ett eget län med Kalmar som residensstad. Länet bildades av Kalmar slottslän, Tjust och Öland och hade inledningsmässigt namnet Kalmar län och Öland.
Under perioden 1645–1679 ingick under några tidsperioder även delar av nuvarande (östra) Kronobergs län. 1679–1680 var länet förenat med både Jönköpings och Kronobergs län och bildade då Smålands län. 1680–1683 var länet förenat med Blekinge i ett generalguvernement. 1819–1824 bildade Öland ett eget län, Ölands län.
Hela området tillhörde före 1605 Linköpings stift, därefter kom södra delen (Möre, Stranda, Öland och Handbörd) tillhöra Kalmar stift till 1915 då den delen överfördes till Växjö stift.
1863–1970 var länet administrativt uppdelat i två hälfter, Kalmar läns norra landsting med Västervik som huvudort och Kalmar läns södra landsting med Kalmar som huvudort.

### Befolkningsutveckling
Befolkningsökningen i länet har varit betydande, från knappt 140 000 till nära 240 000 invånare under de senaste 200 åren. De områden som växer är Kalmarslätten och mellersta Öland. De inre delarna av Kalmar län tappar dock i befolkning.
| Befolkningsutvecklingen i Kalmar län 1810–2024 | Befolkningsutvecklingen i Kalmar län 1810–2024 | Befolkningsutvecklingen i Kalmar län 1810–2024 | Befolkningsutvecklingen i Kalmar län 1810–2024 | Befolkningsutvecklingen i Kalmar län 1810–2024 |
| ---------------------------------------------- | ---------------------------------------------- | ---------------------------------------------- | ---------------------------------------------- | ---------------------------------------------- |
|                                                |                                                |                                                |                                                |                                                |
| År                                             |                                                |                                                | Invånare                                       |                                                |
| 1810                                           | 1810                                           |                                                | 138 421                                        | 138 421                                        |
| 1820                                           | 1820                                           |                                                | 149 901                                        | 149 901                                        |
| 1830                                           | 1830                                           |                                                | 165 743                                        | 165 743                                        |
| 1840                                           | 1840                                           |                                                | 184 557                                        | 184 557                                        |
| 1850                                           | 1850                                           |                                                | 202 178                                        | 202 178                                        |
| 1860                                           | 1860                                           |                                                | 221 029                                        | 221 029                                        |
| 1870                                           | 1870                                           |                                                | 233 110                                        | 233 110                                        |
| 1880                                           | 1880                                           |                                                | 245 105                                        | 245 105                                        |
| 1890                                           | 1890                                           |                                                | 232 847                                        | 232 847                                        |
| 1900                                           | 1900                                           |                                                | 227 625                                        | 227 625                                        |
| 1910                                           | 1910                                           |                                                | 228 129                                        | 228 129                                        |
| 1920                                           | 1920                                           |                                                | 231 077                                        | 231 077                                        |
| 1930                                           | 1930                                           |                                                | 231 410                                        | 231 410                                        |
| 1940                                           | 1940                                           |                                                | 228 260                                        | 228 260                                        |
| 1950                                           | 1950                                           |                                                | 236 774                                        | 236 774                                        |
| 1960                                           | 1960                                           |                                                | 235 612                                        | 235 612                                        |
| 1970                                           | 1970                                           |                                                | 241 026                                        | 241 026                                        |
| 1980                                           | 1980                                           |                                                | 241 581                                        | 241 581                                        |
| 1990                                           | 1990                                           |                                                | 241 102                                        | 241 102                                        |
| 2000                                           | 2000                                           |                                                | 235 391                                        | 235 391                                        |
| 2010                                           | 2010                                           |                                                | 233 536                                        | 233 536                                        |
| 2015                                           | 2015                                           |                                                | 237 679                                        | 237 679                                        |
| 2020                                           | 2020                                           |                                                | 246 010                                        | 246 010                                        |
| 2024                                           | 2024                                           |                                                | 246 352                                        | 246 352                                        |
| Källa:                                         |                                                |                                                |                                                |                                                |

## Geografi
Tjustbygdens urbergsskärgårdar och bronsålderslandskap, Kalmarsundskustens ekprydda strandängar och genuina kustsamhällen, Kristdalatraktens levande stycken av Gammalsverige, Glasrikets säregna industrisamhällen samt Ölands unika alvar, väderkvarnar och radbyar finns alla inom länet. 

### Topografi
Kusterna i norr och söder skiljer sig åt. I havsbandet i norr välver Östersjöns vågor mot granitklippor från jordens urtid, i söder har den senaste istiden skapat moränskärgårdar av sten och grus och sandstränder.
I norra Kalmar län finns en sprickzon där det förekommer mängder med sjöar och pittoreskt belägna byar som Djursdala och Hjorted. Det finns även exempel på flera gamla oskiftade, väl bevarade byar som Stensjö by och Lunds by på vägen mellan Oskarshamn och Västervik.

### Naturskydd
I Kalmar län finns två nationalparker (Norra Kvills nationalpark och Blå Jungfrun), 14 naturvårdsområden och drygt 100 naturreservat.

## Styre och politik

### Administrativ indelning

#### Landskap och stift
Länet omfattar östra delen av landskapet Småland och hela Öland, dock bildade Öland ett eget län 1819–1824.
Fram till 1850 ingick länet i lagsagan Kalmar läns och Ölands lagsaga, där dock under perioder under 1600-talet Öland inte ingick. 1718–1719 var lagsagan i detta län ersatt av Kalmar läns lagsaga, Västerviks läns lagsaga.
Norra delen ingår i Linköpings stift medan den södra ingår i Växjö stift.

#### Folkland, härader och städer (före 1970)
- Tjust delades 1675 upp i:
  - Norra Tjusts härad
  - Södra Tjusts härad
- Sevede
  - Sevede härad
  - Tunaläns härad
- Aspeland
  - Aspelands härad
- Handbörd
  - Handbörd härad
  - Stranda härad
- Möre
  - Norra Möre härad
  - Södra Möre härad

Städer med stadsprivilegier som inrättades som stadskommuner när 1862 års kommunalförordningar trädde i kraft var: Kalmar stad, Västerviks stad, Vimmerby stad, Oskarshamns stad, Borgholms stad (denna dock utan egen jurisdiktion). Köpingen Nybro blev stad 1932 men utan egen jurisdiktion.

#### Socknar, fögderier, domsagor, tingslag och tingsrätter
Se respektive härad.

#### Kommuner 1952–1971

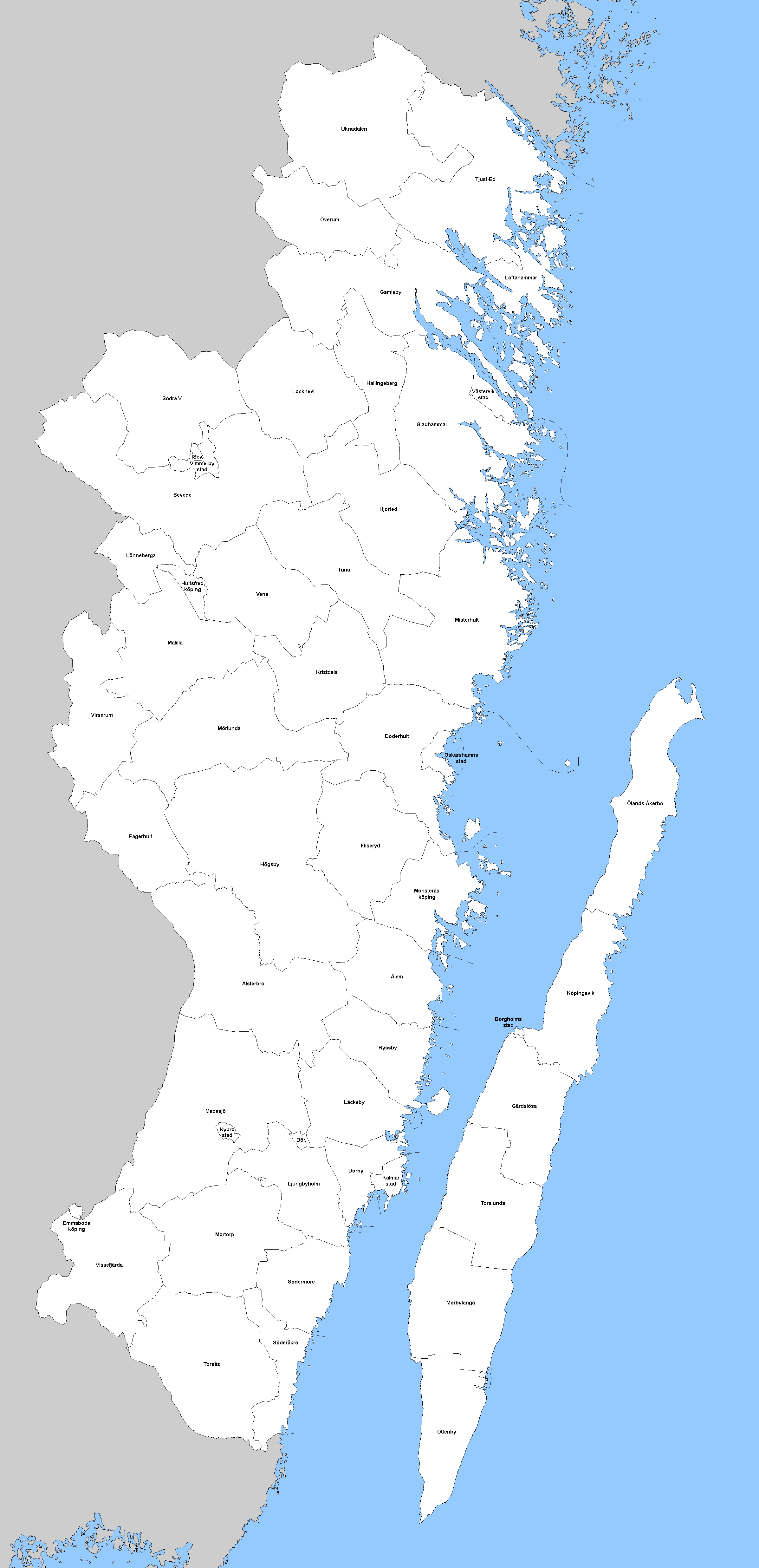
Kommuner i Kalmars län 1952. Notera att länsgränsen har ändrats sen dess. Del av Tjust-Eds och Uknadalens landskommun överfördes till Östergötlands län vid kommunreformen på 1970-talet. Samtidigt mottog Kalmars län Hälleberga, Algutsboda och del av Älmeboda landskommun från Kronobergs län.

Städer (6 st):
| - Borgholms stad - Kalmar stad - Nybro stad | - Oskarshamns stad - Vimmerby stad - Västerviks stad |

Köpingar (3 st):
| - Emmaboda köping - Hultsfreds köping | - Mönsterås köping |

Landskommuner (41 st):
| - Alsterbro landskommun - Döderhults landskommun - Dörby landskommun - Fagerhults landskommun - Fliseryds landskommun - Gamleby landskommun - Gladhammars landskommun - Gärdslösa landskommun - Hallingebergs landskommun - Hjorteds landskommun - Högsby landskommun - Kristdala landskommun - Köpingsviks landskommun - Ljungbyholms landskommun - Locknevi landskommun - Loftahammars landskommun - Läckeby landskommun - Lönneberga landskommun - Madesjö landskommun - Misterhults landskommun - Mortorps landskommun | - Målilla landskommun - Mörbylånga landskommun - Mörlunda landskommun - Ottenby landskommun - Ryssby landskommun - Sevede landskommun - Södermöre landskommun - Söderåkra landskommun - Södra Vi landskommun - Tjust-Eds landskommun - Torslunda landskommun - Torsås landskommun - Tuna landskommun - Uknadalens landskommun - Vena landskommun - Virserums landskommun - Vissefjärda landskommun - Ålems landskommun - Ölands-Åkerbo landskommun - Överums landskommun |

#### Förändringar 1952–1970
- 1 januari 1956. Virserums landskommun ombildades till Virserums köping.
- 1 januari 1965. Dörby landskommun uppgick i Kalmar stad.
- 1 januari 1967. Döderhults landskommun, Kristdala landskommun och Misterhults landskommun uppgick i Oskarshamns stad. Gladhammars landskommun uppgick i Västerviks stad. Ottenby landskommun uppgick i Mörbylånga landskommun.
- 1 januari 1969. Gärdslösa landskommun och Köpingsviks landskommun uppgick i Borgholms stad. Alsterbro landskommun, Hälleberga landskommun från Kronobergs län, Madesjö landskommun, Oskars församling ur Mortorps landskommun och Sankt Sigfrids församling ur Ljungbyholms landskommun uppgick i Nybro stad. Vissefjärda landskommun och Algutsboda landskommun från Kronobergs län uppgick i Emmaboda köping. Lönneberga landskommun och Målilla landskommun uppgick i Hultsfreds köping. Fagerhults landskommun uppgick i Högsby landskommun.

#### Kommuner från 1971
Kalmar län består av 12 kommuner vilka är (från norr): 
- Västerviks kommun
- Vimmerby kommun
- Oskarshamns kommun
- Hultsfreds kommun
- Borgholms kommun
- Högsby kommun
- Mönsterås kommun
- Nybro kommun
- Kalmar kommun (med länets residensstad)
- Emmaboda kommun
- Mörbylånga kommun
- Torsås kommun

Alla kommuner har namn efter sina centralorter.

### Politik

#### Politiska majoriteter i Kalmar län
| - Region Kalmar län: (s)+(c)+(l) - Borgholm: (s)+(c)+(v) - Emmaboda: (c)+(m)+(ba)+(kd) - Hultsfred: (c)+(m)+(kd) - Högsby: (c)+(m)+(kd) - Kalmar: (s)+(c)+(v) - Mönsterås: (c)+(m)+(kd)+(l) - Mörbylånga: (s)+(c)+(v) - Nybro: (c)+(m)+(kd)+(l) - Oskarshamn: (s)+(m) - Torsås: (s)+(m)+(l)+(kd)+(v) - Vimmerby: (c)+(m)+(kd) - Västervik: (s)+(c)+(mp) | - Regionstyrelsens ordf: Anders Henriksson (s) - Kommunstyrelsens ordf: Ilko Corkovic (s) - Kommunstyrelsens ordf: Johan Jonsson (c) - Kommunstyrelsens ordf: Lars Rosander (c) - Kommunstyrelsens ordf: Stihna Johansson Evertsson (c) - Kommunstyrelsens ordf: Johan Persson (s) - Kommunstyrelsens ordf: Anders Johansson (c) - Kommunstyrelsens ordf: Matilda Wärenfalk (s) - Kommunstyrelsens ordf: Christina Davidson (c) - Kommunstyrelsens ordf: Andreas Erlandsson (s) - Kommunstyrelsens ordf: Henrik Nilsson Bokor (s) - Kommunstyrelsens ordf: Ingela Nilsson Nachtweij (c) - Kommunstyrelsens ordf: Dan Nilsson (s) | - Oppositionsråd: Malin Sjölander (m) - Oppositionsråd: Carl Malgerud (m) - Oppositionsråd: Maria Ixcot Nilsson (s) - Oppositionsråd: Rosie Folkesson (s) - Oppositionsråd: Jonas Erlandsson (s) - Oppositionsråd: Christina Fosnes (m) - Oppositionsråd: Robert Rapakko (s) - Oppositionsråd: Henrik Yngvesson (m) - Oppositionsråd: Mikael Svanström (s) - Oppositionsråd: Mathias Karlsson (l) - Oppositionsråd: Christofer Johansson (c) - Oppositionsråd: Helen Nilsson (s) - Oppositionsråd: Harald Hjalmarsson (m) |

## Ekonomi och infrastruktur
Från historisk tid har länets strategiska läge vid Östersjön och nära kontakter med de baltiska staterna haft stor betydelse för regionens handel och sjöfart, något som blir allt mer intressant efterhand som länken mellan de europeiska staterna växer sig allt starkare.
Näringslivet är i huvudsak präglat av verkstadsindustri, småföretag, samt skogsbruk och visst jordbruk längs större vattendrag och industrier runtom dessa näringar. Större industrier i länet är Scania och OKG i Oskarshamn kommun, Xylem i Emmaboda kommun, Södra Cell i Mönsterås kommun, KLS Ugglarps i Kalmar kommun, Åbro Bryggeri i Vimmerby kommun och Guldfågeln i Mörbylånga kommun.

## Befolkning

### Demografi

#### Tätorter
De största tätorterna i länet enligt SCB:
| Nr | Tätort      | Folkmängd (31 december 2018) |
| -- | ----------- | ---------------------------- |
| 1  | Kalmar      | 40 007                       |
| 2  | Västervik   | 21 451                       |
| 3  | Oskarshamn  | 18 471                       |
| 4  | Nybro       | 13 461                       |
| 5  | Vimmerby    | 8 306                        |
| 6  | Lindsdal    | 5 946                        |
| 7  | Färjestaden | 5 857                        |
| 8  | Hultsfred   | 5 802                        |
| 9  | Mönsterås   | 5 261                        |
| 10 | Emmaboda    | 5 035                        |

Residensstaden är i fet stil

## Kultur

### Traditioner

#### Kultursymboler och viktiga personligheter
Länsvapnet 
Blasonering: Sköld kvadrerad av Smålands och Ölands vapen.
Länsstyrelsen använde tidigare de båda landskapens vapen sida vid sida eller i en kluven sköld. 1944 fastställdes det nuvarande länsvapnet.